# 宝谷幸稔
宝谷 幸稔（ほうたに ゆきとし）は、日本のアニメーター、キャラクターデザイナー、イラストレーター。

## 参加作品

### アニメ

#### テレビアニメ
- 鉄人28号（2004年版）：原画
- マクロスF：原画
- 戦う司書 The Book of Bantorra：作画監督
- 未来日記：作監協力
- ジョジョの奇妙な冒険シリーズ：作画監督、プロップデザイン
- 炎炎ノ消防隊 参ノ章：作画監督

#### OVA
- レジェンド・オブ・クリスタニア：キャラクターデザイン
- インタールード：オリジナルキャラクターデザイン

#### アニメ映画
- はじまりの冒険者たち レジェンド・オブ・クリスタニア：キャラクター原案
- 劇場版 マクロスF 虚空歌姫〜イツワリノウタヒメ〜：原画
- アシュラ：2Dキャラクターデザイン

### 一般ゲーム
- イースIV The Dawn of Ys：1993年：キャラクターデザイン
- To Heart：1999年：ポスター原画
- ブリガンダイン：2000年：キャラクターイラスト
- メルクリウスプリティ end of the century：2000年：ゲストキャラクターデザイン
- インタールード：2003年：作画監督

### 18禁PCゲーム
- Reversible：2007年：キャラクターデザイン、原画　※「方谷辛稔」名義

### 書籍関連
- クリスタニアシリーズ
  - RPGリプレイ 封印伝説クリスタニア：イラスト（「電撃王」掲載：1993年 - 1994年、電撃ゲーム文庫版：1994年）
  - RPGリプレイ 暗黒伝説クリスタニア：イラスト（「電撃王」掲載：1994年 - 1995年、電撃ゲーム文庫版：1996年）
  - RPGリプレイ 漂流伝説クリスタニア：イラスト（電撃ゲーム文庫版：1995年、雑誌掲載時の挿絵はうるし原智志）
  - RPGリプレイ 傭兵伝説クリスタニア：イラスト（「電撃王」掲載：1995年 - 1996年、文庫版の挿絵は末弥純）
  - はじまりの冒険者たち レジェンド・オブ・クリスタニア：口絵イラスト（1995年、本編イラストは牧野円）
- 機動戦士ガンダム第08MS小隊外伝 TRIVIAL OPERATION：イラスト（「電撃ホビーマガジン」掲載：1999年 - 2001年）